# Morska Graniczna Placówka Kontrolna Hel
Morska Graniczna Placówka Kontrolna Hel:
1. pododdział Wojsk Ochrony Pogranicza pełniący służbę na przejściu granicznym.
2. graniczna jednostka organizacyjna polskiej straży granicznej pełniący służbę na przejściu granicznym i realizująca zadania w ochronie granicy państwowej.

## Formowanie i zmiany organizacyjne
Z dniem 1 sierpnia 1949, według etatu nr 96/2, sformowana została MGPK Hel o stanie 36 wojskowych i 1 kontraktowy. Placówka przystąpiła do służby w październiku 1949.
W 1950, będąc w składzie w składzie 16 Brygady WOP placówka przeformowana została na etat nr 96/14.
W 1952 włączona została w etat nr 352/8 16 Brygady WOP.
Jesienią 1965 placówka weszła w podporządkowanie Komendy wojewódzkiej Milicji Obywatelskiej.
Graniczna Placówka Kontrolna SG Hel z dniem 1 stycznia 2000 została zniesiona.

## Dowódcy placówki
- ppor./kpt. Zygmunt Dziubiński (do 1954)[4]
- kpt. Jan Pawlak[4]
- kpt. Franciszek Bohdanowicz[4]
- mjr Zygmunt Radziwonik[4]
- mjr Jan Rzeźniczak[4]
- mjr Ludwik Kruczek[4] (1.02.1974–2.01.1975) (29.06.1975–15.10.1980)[5]
- mjr Roman Malinowski[4].